# Bangkok
Bangkok vagy thai nyelven Krung Thep (magyarul: az angyalok városa) Thaiföld fővárosa, s egyben legnagyobb városa is. A város lakossága a 2010-es népszámlálás szerint mintegy 8,3 millió fő, míg a bangkoki agglomeráció 2016-ban mintegy 17 millió fő volt. A város a Csaophraja folyó két oldalán fekszik, a Thai-öböl (Sziámi-öböl) közelében. Beceneve: „Kelet Velencéje”.
Az ország gazdasági központja, 2005-ben GDP-je az ország GDP-jének 43%-át tette ki. Ezen túl az ország legfontosabb közlekedési csomópontja, politikai, kulturális központja, egyetemekkel, főiskolákkal, palotákkal és több mint négyszáz buddhista templomkörzettel.
A nemzetközi látogatók alapján az egyik leglátogatottabb város a világon, és a 2010-es évek óta több évben is (pl. 2018-ban, 2023-ban) az első helyen állt. 2020 táján évente kb. 19-21 millió külföldi kereste fel, aki legalább egy éjszakát eltöltött itt.
Bangkok kezdetben Ajutthaja, az ország akkori fővárosának kikötőjeként és kereskedelmi központjaként szolgált. Mikor 1767-ben a burmaiak elfoglalták Ajutthaját, az új thai főváros Thonburi lett, mely ma Bangkok része.
Az időeltolódás Közép-Európához képest télen +6 óra, nyáron +5 óra, mivel Thaiföldön nincs nyári időszámítás.

## Etimológia
A város hivatalos neve thaiul írva: กรุงเทพมหานคร อมรรัตนโกสินทร์ มหินทรายุธยามหาดิลก ภพนพรัตน์ราชธานีบุรีรมย์ อุดมราชนิเวศน์ มหาสถานอมรพิมาน อวตารสถิต สักกะทัตติยะ วิษณุกรรมประสิทธิ์ (kiejtéseⓘ)
Angol átírással: Krung Thep Mahanakhon Amon Rattanakosin Mahinthara Ayuthaya Mahadilok Phop Noppharat Ratchathani Burirom Udomratchaniwet Mahasathan Amon Piman Awatan Sathit Sakkathattiya Witsanukam Prasit.
Magyar átírással: Grungthép-mȧhánákān-ȧmān-rȧtȧnȧgószin-mȧhinthȧrá-juthȧjá-mȧhádilog-popnoppȧrȧt- rádsȧtháni-burirom-udom-rádsȧnivédmȧhászȧthán-ȧmānpimán-ȧvȧtánszȧthid-szȧgȧthȧdtijȧ-viszȧnugȧmprȧszit. (Az „ȧ” az „á” rövid megfelelője, az „ā” pedig az „a” hosszú párja, illetve ez esetben annál valamivel nyíltabb hang, mint az angol law szóban. A fenti átírásban nincsenek jelölve a tónusok.)
Jelentése megközelítőleg: „Az angyalok városa, a nagy város, az örök ékkő-város, Indra isten bevehetetlen városa, a világ kilenc drágakővel ékesített nagyszerű fővárosa, a boldog város, amelynek gazdagsága egy hatalmas királyi palota, mely ahhoz a mennyei lakhelyhez hasonló, ahol a reinkarnálódott isten uralkodik, az Indra által adott és Visnukam által épített város.” – Mivel igen ősi, páli és szanszkrit eredetű, még azok a helyi lakosok sem feltétlen értik a jelentését, akik egy iskolában tanult dal révén kívülről tudják. Elterjedt vélemény szerint ez a világ leghosszabb nevű földrajzi helye.

## Története
A nemzetközi megítélés szerint Bangkok viszonylag új városnak számít, mivel csak alig több mint 200 éves. Bangkokot az előző főváros Ayutthaya 1767-es pusztulása után kényszerből építették fel.

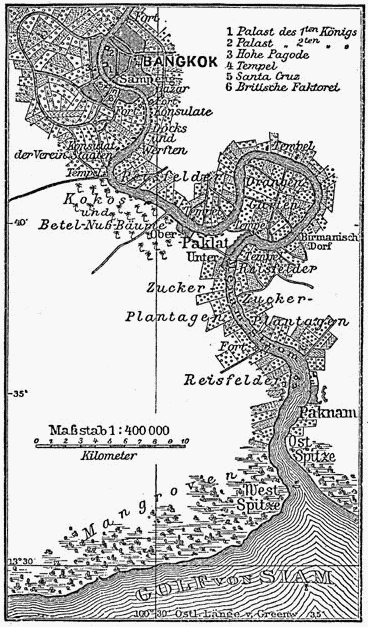
Bangkok 1888-ban

### Újkor
1782-ben I. Ráma, a Csakri-dinasztia első királya átköltöztette a fővárost Ajutthaját a folyó keleti oldalán található, olajfáiról híres kis faluba, Bangkokba. Ez az új hely nagyobb védelmet nyújtott a folyó áradásaival szemben. Bangkok régi városrésze a Csaophraja folyó egyik kanyarulatában épült fel. Az építészmérnökök khmer hadifoglyok segítségével csatornákat vágtak, hogy a várost a régi főváros Ajutthaja mintájára egy szigetté alakítsák. Ez ma a Ratanakosin sziget. Az új főváros építése 1785-ben fejeződött be.

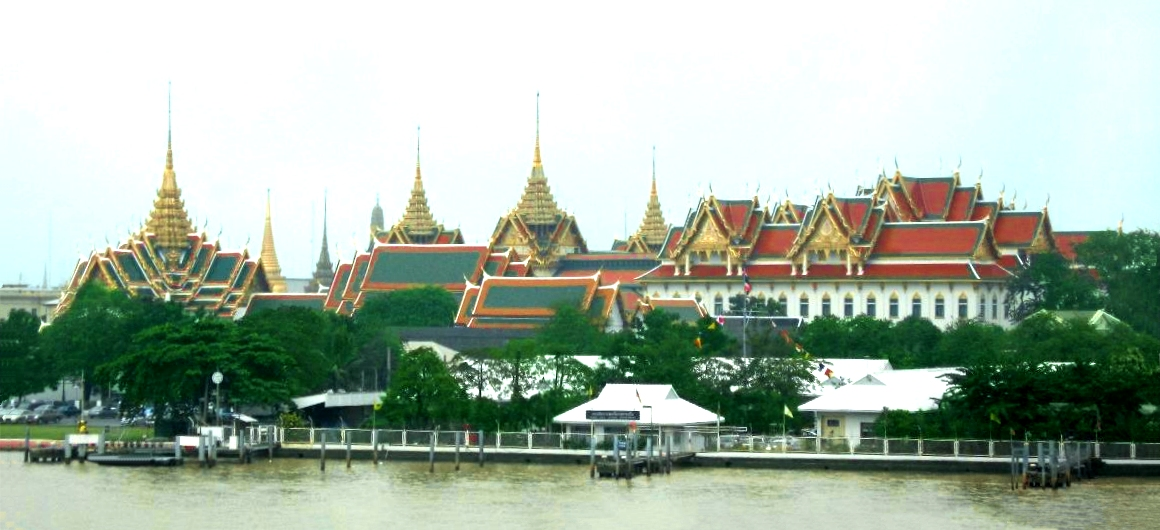
A királyi palota a folyóról nézve

A király a sziget legjobb helyén építtette fel a palotáját. A kínai kereskedőket, akik korábban itt éltek, délre, Sampengbe űzte. Ez a hely ma a bangkoki kínai negyed. A királyi palotát hatalmas városfalrendszerrel vette körbe, amit Ajutthaja romjaiból építtetett fel. Ennek az új fővárosnak nem voltak kikövezett útjai, csak elefántok által kialakított csapások és csatornák a vízi közlekedés számára. A Csakri-dinasztia korai királyai egy olyan várost kezdtek felépíteni, ami Ajutthaja régi dicsőségével vetekedett. Paloták és templomok százai épültek, és a csatornarendszert egy hatalmas csatornahálózattá bővítették ki.
A 19. század közepén Sziám aláírta a Bowring egyezményt, ami egy diplomáciai és kereskedelmi megállapodás Angliával és más nagyhatalmakkal. Az egyezmény hatására külföldi kereskedelmi cégek és diplomáciai küldöttségek áramlottak az országba turisták ezreivel együtt. Bangkokban az első köves utat, ami a királyi palotát összekötötte a kínai negyeddel, 1864-ben építették meg. Az út az „Új út” vagyis „Charoen Krung” nevet kapta. A 19. század végére több út is elkészült, hogy a Ratanakosin sziget és az egyre jobban erősödő városközpont forgalmát tudják biztosítani. A fő közlekedési eszközök a lovasszekerek és a riksák voltak.

### 20. század
A századfordulóra Bangkok lakossága csaknem elérte a félmillió körüli nagyságot. A kereskedelemben és az adminisztrációban a külföldieket is beleértve több ezren dolgoztak. Számos kereskedelmi cég építette fel „gyarmati -stílusú” irodáját a Csaophraja folyó mentén. A 20. század elején V. Rama király uralkodása alatt megnyílt az első vasút, ami a bangkoki Hualomphong állomást kapcsolta össze észak Ayutthayával. Az első gépkocsik megjelenésével az útépítkezések is megszaporodtak, és néhány régi csatornát betemettek, hogy még több hely álljon a rendelkezésükre. 1932-ben eltörölték az abszolút monarchiát és létrejött az új közigazgatás, amely a Ratanakosin sziget több területén is átvette az irányítást. A terjeszkedő város mágnesként vonzotta a magánvállalkozásokat, az új típusú kultúrákat és az emberek sokaságát.

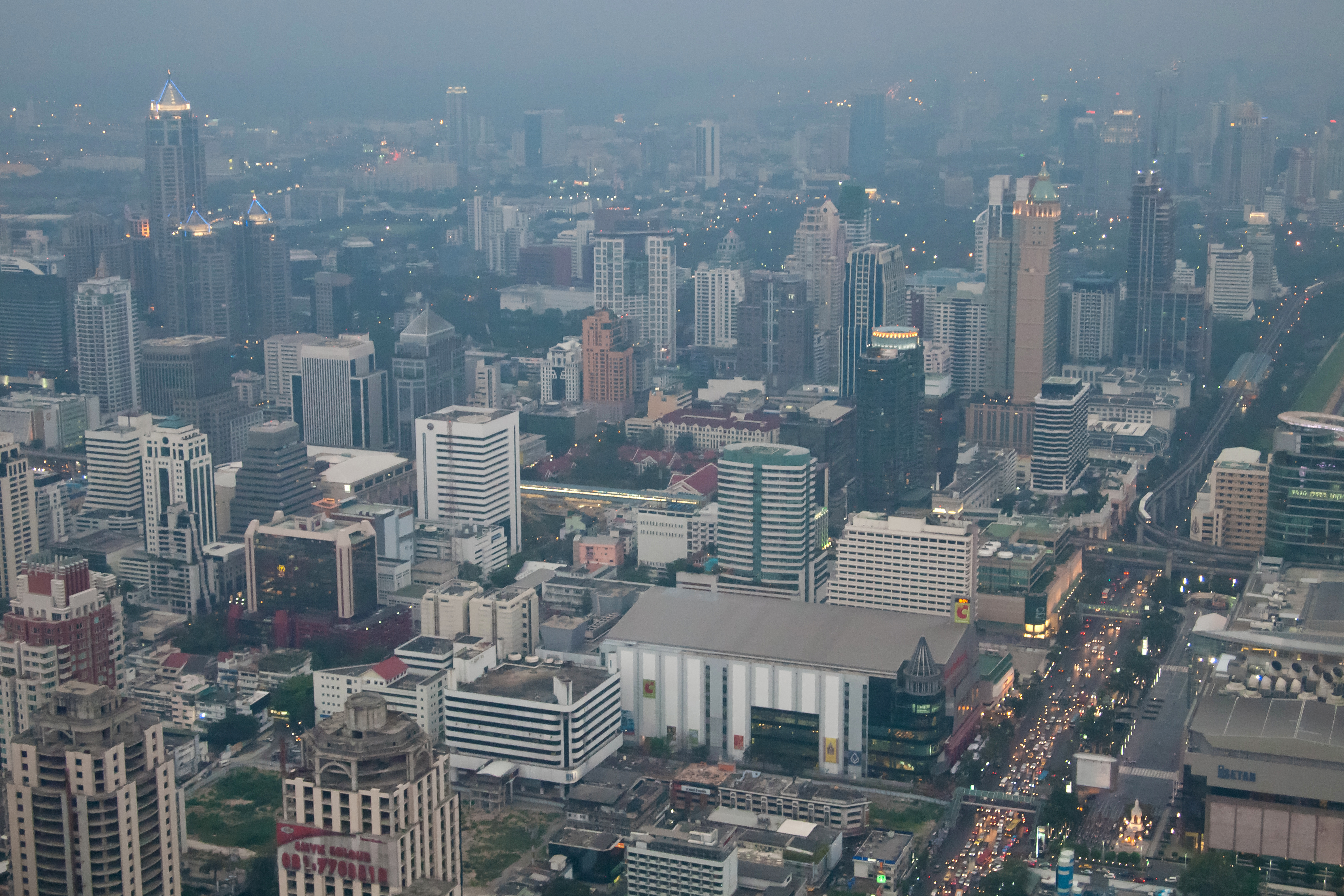
A modern Bangkok napjainkban

A modern korban Bangkok megfékezhetetlenül növekedett, felhőkarcolókat emeltek a régi gyarmati épületek mellé, a forgalom eltorlaszolta az utcákat. Bangkok túlzsúfolt lett és a környezete megromlott. Az ország lakosságának csaknem 10%-a a városban összpontosul. A „kétszámjegyű” gazdasági növekedés 1997-ben megtorpant. A nemzeti valuta zuhanni kezdett és bekövetkezett a recesszió. 

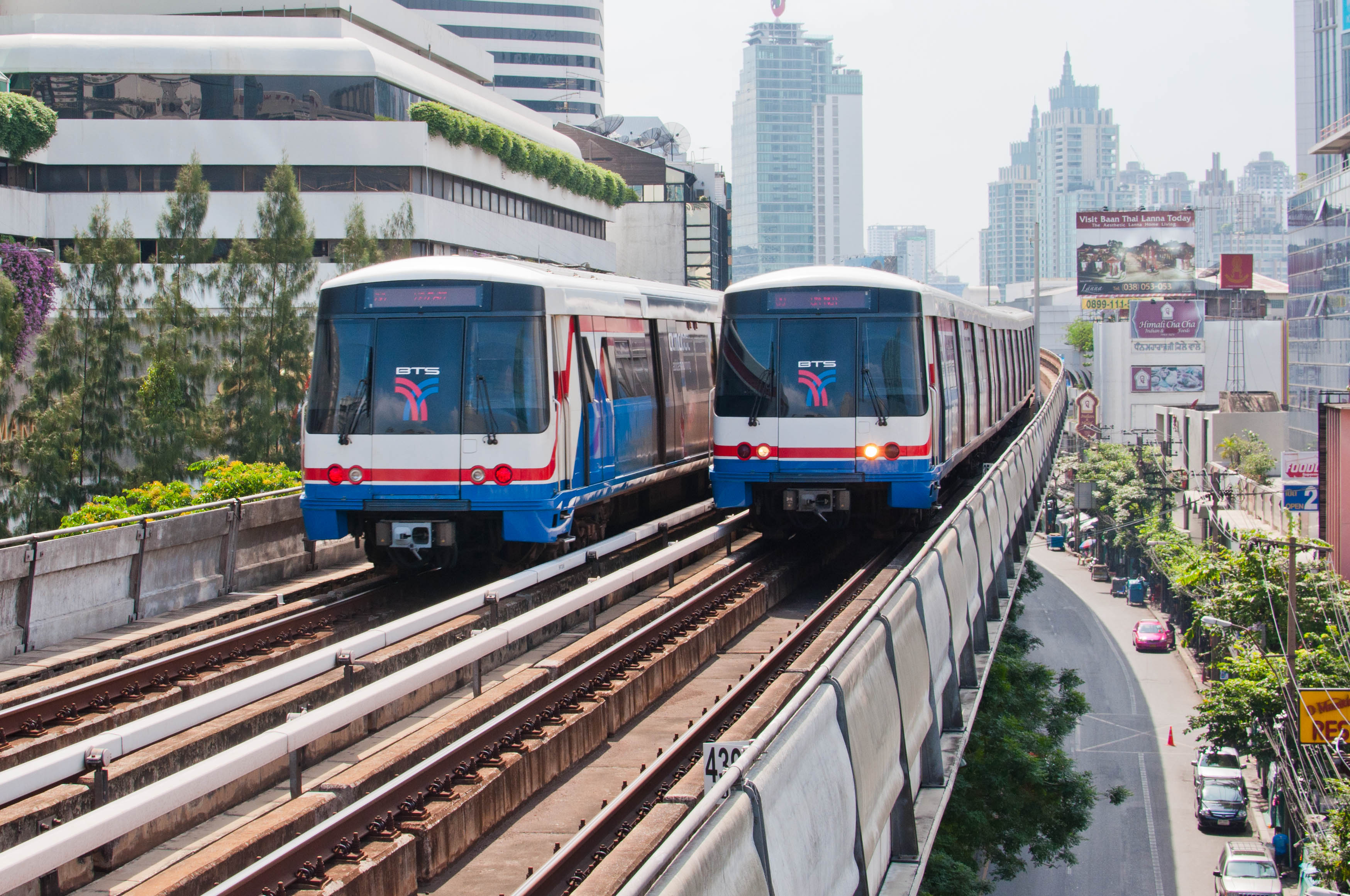
A BTS magasvasút

1999-ben a BTS magasvasút megkezdte a működését.

### 21. század
A 21. század elején több mint hatmillió ember él Bangkokban és emellett több mint tízmillióan az elővárosokban. Az egyik legnagyobb városi probléma a hatalmas forgalom mellett a közlekedés, a tömegközlekedési hálózat bővítése a bangkoki metróval és a magasvasúttal csak minimálisan tudott enyhíteni a helyzeten.
2011. október végén (az esős évszak végén) történt az elmúlt 50 év legnagyobb árvízi katasztrófája, a Csaophraja és csatornái elöntötték Bangkok több kerületét.
2006 óta többször is (2010, 2013-14) kormányellenes tüntetések, zavargások történtek. 2014 januárjában az ellenzéki mozgalom bejelentette a városi élet megbénítását („Shutdown Bangkok”). A konfliktus 2014 májusában újabb katonai puccsal ért véget.

## Földrajz

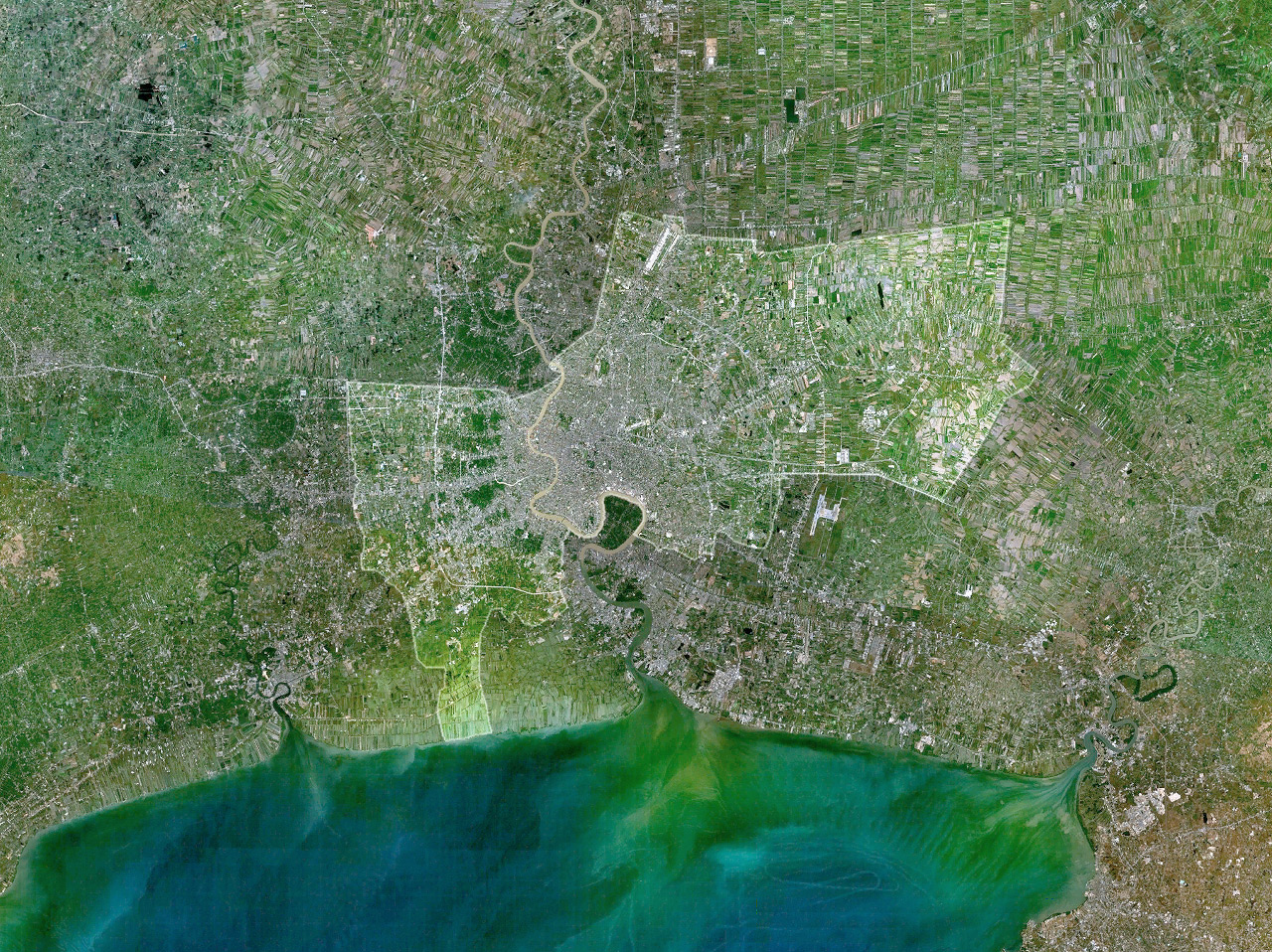
Műholdkép a városról

### Topográfia
A Bangkoki különleges közigazgatási terület magába foglal 1 568,737 négyzetkilométert, így ez a 69. legnagyobb tartomány Thaiföldön. A város területe alapján a világ 73. legnagyobb területű városa. Bangkok területét síkság jellemzi, és a fő földrajzi jellemzője a Csaophraja folyó. Bangkok tengerszint feletti magassága 2 méter. Ez olyan problémákkal jár (hiába fejlett a város védekezése a víz ellen), mint például, hogy a város folyamatosan ki van téve az elöntéseknek. Felhőszakadás és monszun idején a város egyes részeit folyamatosan fenyegeti az árvíz. A Bangkok Metropolitan Administration (BMA) nemrégiben épített néhány csatornát a várost övező területeken annak érdekében, hogy a vízszintet az utcaszint alatt tartsák, azonban mivel a város mocsaras területen fekszik, a csatornák nem jelentenek védelmet hosszútávon, főleg mivel a város két hüvelyket süllyed évente, fennáll a veszély, hogy a város egy része 2030-ra tartósan víz alá kerülhet.

### Éghajlat
Bangkok éghajlata trópusi monszun. Az átlaghőmérséklet a városban körülbelül 27,8 °C, ami magasabb mint az 1990-es években. A legmagasabb feljegyzett hőmérsékletet 1983-ban egy májusi napon mérték, 40,8 °C , a legalacsonyabb rögzített minimum hőmérséklet pedig 9,9 °C , amit 1924 januárjában mértek. Ezt a minimum értéket 1924 óta többször is mérték, méghozzá háromszor, 1955, 1974 és 1999 decembereiben.
| Hónap                              | Jan. | Feb. | Már. | Ápr. | Máj. | Jún. | Júl. | Aug. | Szep. | Okt. | Nov. | Dec. | Év   |
| ---------------------------------- | ---- | ---- | ---- | ---- | ---- | ---- | ---- | ---- | ----- | ---- | ---- | ---- | ---- |
| Átlagos max. hőmérséklet (°C)      | 32,0 | 32,7 | 33,7 | 34,9 | 34,0 | 33,1 | 32,7 | 32,5 | 32,3  | 32,0 | 31,6 | 31,3 | 32,7 |
| Átlaghőmérséklet (°C)              | 25,9 | 27,4 | 28,7 | 29,7 | 29,2 | 28,7 | 28,3 | 28,1 | 27,8  | 27,6 | 26,9 | 25,6 | 27,8 |
| Átlagos min. hőmérséklet (°C)      | 21,0 | 23,3 | 24,9 | 26,1 | 25,6 | 25,4 | 25,0 | 24,9 | 24,6  | 24,3 | 23,1 | 20,8 | 24,1 |
| Átl. csapadékmennyiség (mm)        | 9    | 30   | 29   | 65   | 220  | 149  | 155  | 197  | 344   | 242  | 48   | 10   | 1497 |
| Havi napsütéses órák száma         | 273  | 251  | 270  | 258  | 217  | 177  | 171  | 161  | 156   | 198  | 234  | 264  | 2630 |
| Forrás: Thai Meteorológiai Tanszék |      |      |      |      |      |      |      |      |       |      |      |      |      |

## Városszerkezet

### Közigazgatás

Bangkok kerületei

Bangkoknak 50 kerülete van. Mindegyik saját önkormányzattal rendelkezik, azonban ezek a Bangkok Metropolitan Administration (BMA) felügyelete alá tartoznak. Az évek során ahogy Bangkok városa növekedett és elterpeszkedett a folyó mentén, létrejött a „metro terület” (metropolisz), amely kiterjesztette felségterületét 6 providenciára. A város főbb üzleti kerületei és a lakónegyedek folyamatosan növekszenek. A nyugati országokból beözönlött idegenek, továbbá a környező és más dél-ázsiai országokból bevándorló emigránsok, s a thaiföldi lakosok hihetetlen mértékben és gyorsasággal megnövelték a város népességét. A metro területen nem lehetett tovább folytatni a lakásépítési programokat, egyre többen a külső város széleken telepedtek le és származás szerinti közösségeket hoztak létre. Később a növekvő metropolisz bekebelezte ezeket a telepeket és azok a „nagyvárosi dzsungel” részévé váltak.
A város kezdetekben a folyó vonalát követte, majd többszörös gyűrűs szerkezetet vett fel. A hozzákapcsolódó új telepekkel legyezőszerűen északkeleti irányba szétterült. A külső kerületek létrejöttével a belváros nem tudott tovább terjeszkedni, tehát elkezdett felfelé nőni. Jelenleg a városban több mint 1000 felhőkarcoló található. A világ „legmagasabb városai” ranglistán a 17. helyet foglalja el. Ezek a számadatok még nem tartalmazzák az épülő új épületeket, amelyek az előrejelzések alapján 2007-ben kezdődő építkezési hullám termékei lesznek.

### Kerületek
Lásd még: a Bangkok kerületei cikket

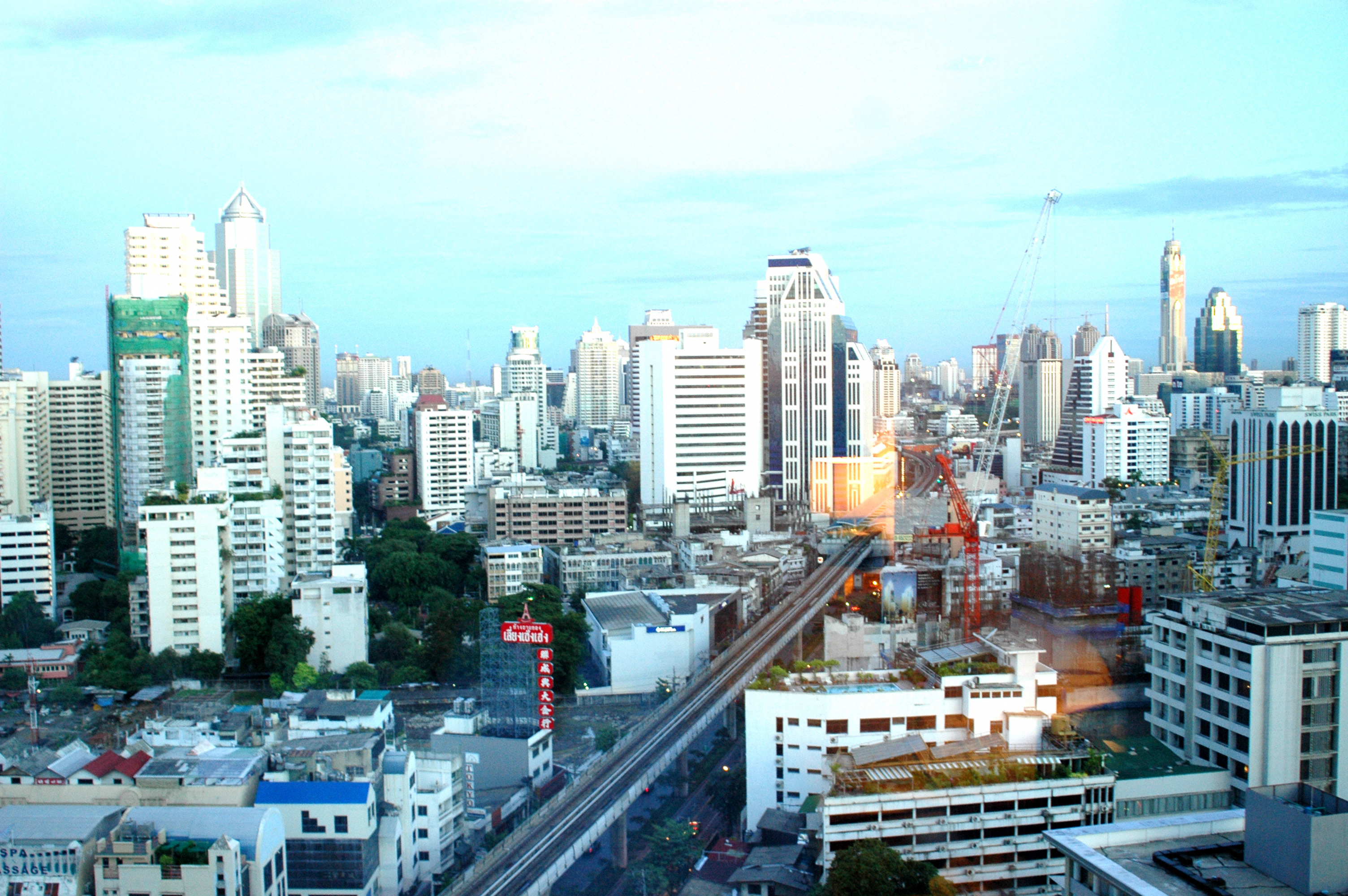
A Sukhumvit kerület

Silom, Sathon és Asok belvárosi kerületek az évtizedek alatt Thaiföld üzleti központjává fejlődtek ki. Az 1990-es években Thaiföld a világon a legnagyobb növekedési rátát érte el, miközben megtörtént a gazdaság átalakulása is. A város drámai változásokon ment keresztül. Asok kerület északi szomszédja a Ratchadaphisek terület további 5 km-rel növelte üzleti negyed méretét. Sukhumvit terület a maga 15–20 km-es méretével fokozatosan kereskedelmi és lakó negyeddé alakult át. Wireless Road és Chitlom rendelkezik a leglátványosabb kinézettel, és itt találhatók Bangkok legdrágább telkei. Az Egyesült Királyság Nagykövetsége területének egy része kb. 14.411 m2, amely a Wireless Road és a Rama I. út sarkán található, 92 millió USA dollárért kelt el, ez által Thaiföld történetének legdrágább, egy darabban eladott telkévé vált.
A Dusit melletti Phra Nakho kerület kivételes régi épületeivel, és ahol a legtöbb kormányzati hivatal és miniszterek központi irodája is megtalálható, egyike a leghíresebb turista látványosságoknak. Ez felhőkarcoló mentes terület, és néhány építménye olyan régi, mint maga Thaiföld. Népszerűségét köszönheti olyan látványosságoknak, mint a Grand Palace (királyi palota), a Democracy Momument (demokrácia emlékmű), a Giant Swing és a Sanam Luang-nak.
A folyó melletti Thon Buri kerület is gyönyörű részét képzi a történelmi múltnak. A Wat Arun és a Siriraj Hospital muszlim imahelyek, de keresztény és hindu templomok szintén megtalálhatók Thon Buri-ban. A Győzelmi Emlékmű egyike Bangkok legnagyobb busz célállomásainak, bár hivatalosan nem busz depó, de a városközponti nagyszerű elhelyezkedése miatt mintegy 20 járat és a BTS magasvasút is áthalad rajta. Bangkok északi és keleti területei elsődlegesen lakónegyedek a középosztályszámára.

## Népesség
| Bangkok népességének alakulása | Bangkok népességének alakulása | Bangkok népességének alakulása |
| ------------------------------ | ------------------------------ | ------------------------------ |
| 1880                           | 255 000                        |                                |
| 1910                           | 365 000                        |                                |
| 1937                           | 890 453                        |                                |
| 1947                           | 1 178 881                      |                                |
| 1960                           | 2 136 435                      |                                |
| 1970                           | 3 077 000                      |                                |
| 1980                           | 4 697 071                      |                                |
| 1990                           | 5 882 000                      |                                |
| 2000                           | 6 355 000                      |                                |
| 2010                           | 8 280 000                      |                                |

A BMA Data Center 2010-es statisztikai jelentése szerint, a város népessége 5 658 953 fő. Ez a mutató azonban csak a szűkebb város, elővárosok nélkül, és figyelmen kívül hagyja a nem regisztrált lakókat. Bangkok regisztrált lakosságának döntő többsége thai, de sok kisebb csoportok is élnek a városban. A kínaiak messze a legnépesebb kisebbsége a városnak.
Az utóbbi időben Bangkokba a külföldi bevándorlók, menekültek és letelepedni szándékozók hatalmas tömegei özönlenek. A városban több mint 250 ezer, csak kínai állampolgársággal rendelkező kínai él,[mikor?][forrás?] 105 ezer indiai (80 százalékuk kettős állampolgár), 75 ezer európai, 44 ezer japán, 25 ezer amerikai, 20 ezer malajziai, 15 ezer tajvani, 20 ezer dél-koreai, 7500 ausztráliai, 6000 nigériai, 5000 filippínó, 4000 szingapúri és 800 új-zélandi él.[mikor?][forrás?] A becslések szerint Bangkok 5-10 százaléka illegálisan van a városban, ezek többek között Burmából, Kambodzsából és Laoszból származik. A menekültek száma 2005 novemberében 65 ezer fő volt.
A bangkoki lakosság túlnyomó többsége, 92 százaléka buddhista vallású. Más, 6 százalék muszlim, 1 százalék keresztény, 0,6 százalék hindu, és 300 lakos zsidó vallású. Bangkokban mintegy 450 buddhista templom található, 170 mecset, 60 keresztény templom, 3 hindu templom és 3 zsinagóga.

### Nevezetes személyek
- Prince Bira (1914-1985) Formula–1-es pilóta
- Phraya Manopakorn Nititada (1884-1948) első miniszterelnök
- IV. Ráma thaiföldi király (1804–1868)
- V. Ráma thaiföldi király (1853–1910)
- VI. Ráma thaiföldi király (1881–1925)
- VII. Ráma thaiföldi király (1893–1935)

## Sport
A nemzeti sport a thai boksz. Sok egyesület található a városban.

## Képzés

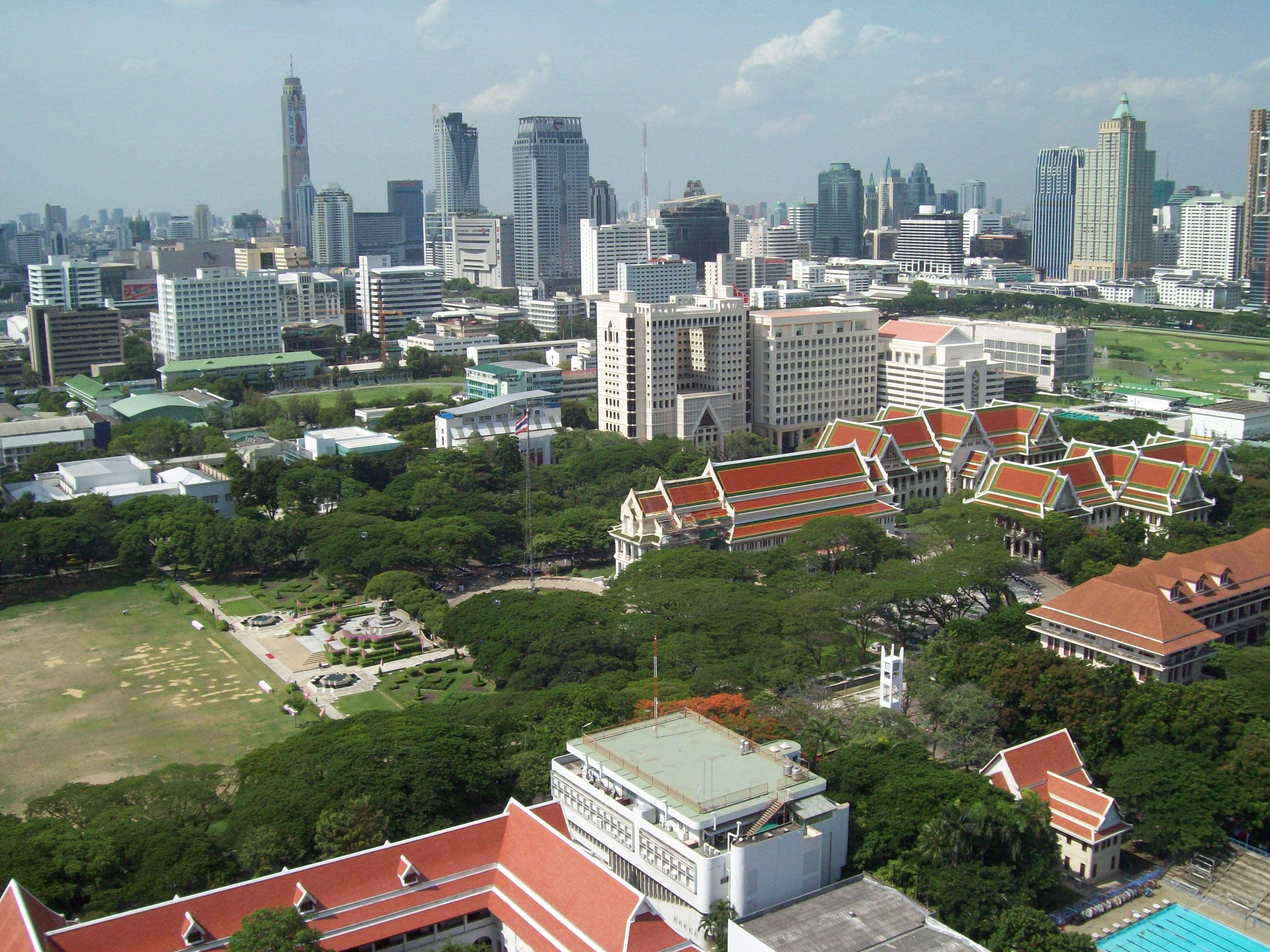
A Chulalongkorn Egyetem épülete

A városban különböző technikai, ipari, fő- és szakiskolák, valamint több mint tíz egyetem található. Az utóbbiak közé tartoznak az alábbiak: Chulalongkorn Egyetem, Thammasat Egyetem, Silpakorn Egyetem, Kasetsart Egyetem, Mahidol Egyetem.
- Chulalongkorn Egyetem: A legrégebbi egyetem Thaiföldön. 1917. március 26-án alapították. Ma 28 000 hallgatója van.
- Thammasat Egyetem: 1934. június 27-én alapították a politika és a tudomány szolgálatára.
- Kasetsart Universität: a leghíresebb egyetem. 1943. február 2-án alapították. Ma 47 000 diákja van.
- Mahidol University: 1889-ben alapították; jelenleg három campuson oktatnak. Hozzátartozik a Mahidol University International College, ahol az oktatás nyelve az angol, és kb. kétezer külföldi diák tanul náluk mintegy húsz különböző országból.

## Fő látnivalók
- Királyi Palota

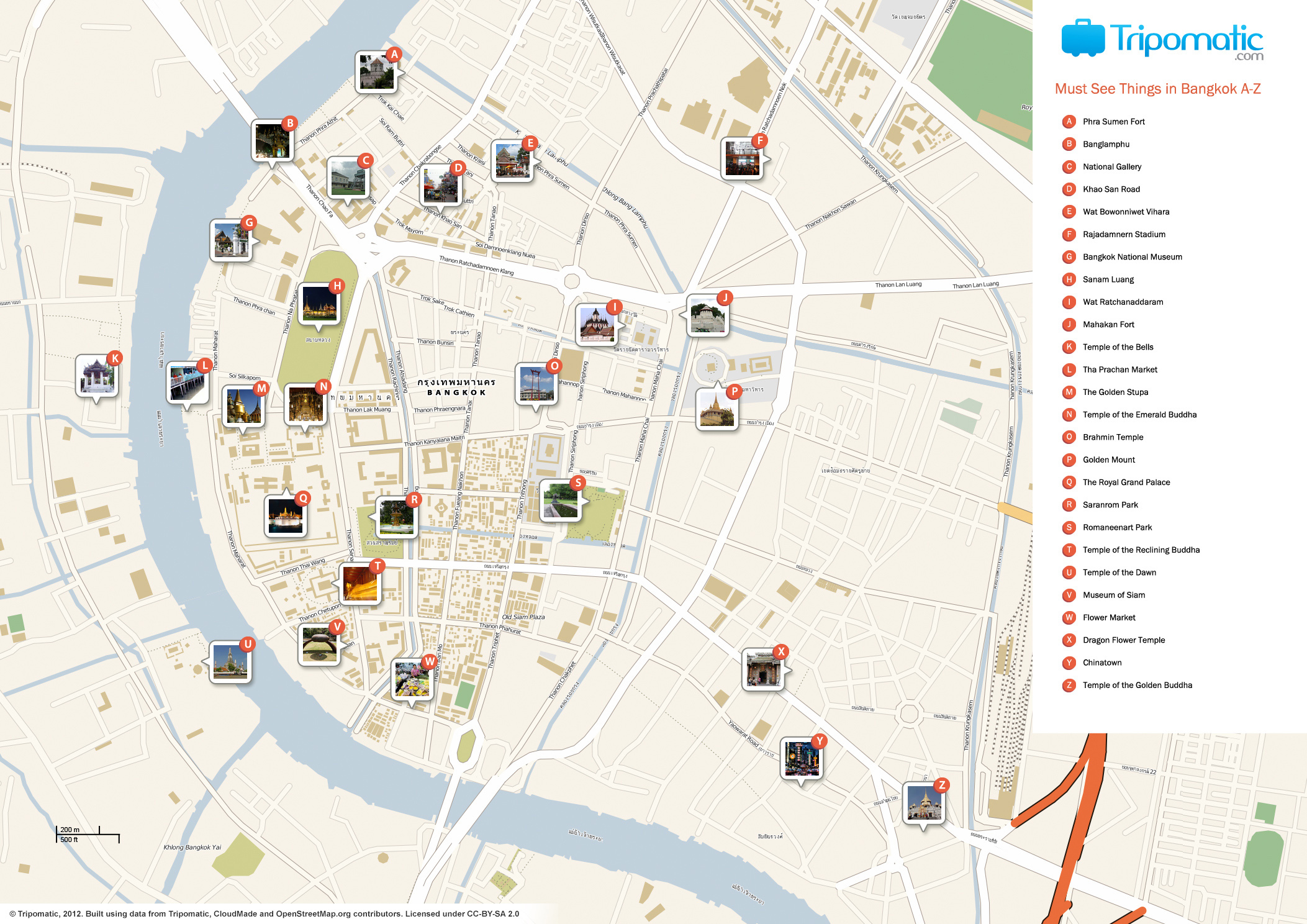
Bangkok belvárosának fő látnivalói

- Templomok: Vat Arun, Wat Pho, Wat Phra Keo, Wat Traimit, Loha Prasa stb.
- Kínai negyed (Yaowarat - Chinatown)
- A vízi utak (khlongok)
- Golden Mount - kilátás a városra
- Chatuchak (Csatucsak) hétvégi piac
- Arany Buddha-szobor a Wat Traimit templomban
- Khao San Road
- Lumphini park
- Sukhumvit Road
- Patpong éjszakai piac és piroslámpás negyed
- Siam Ocean World a Siam Paragon bevásárlóközpontban
- Múzeumok :  Nemzeti Múzeum, Nemzeti Galéria, Jim Thompson's Thai Ház, Kamthieng House stb.

### A városon kívül
- Safari World Zoo and Park

## Közlekedés

### Légi

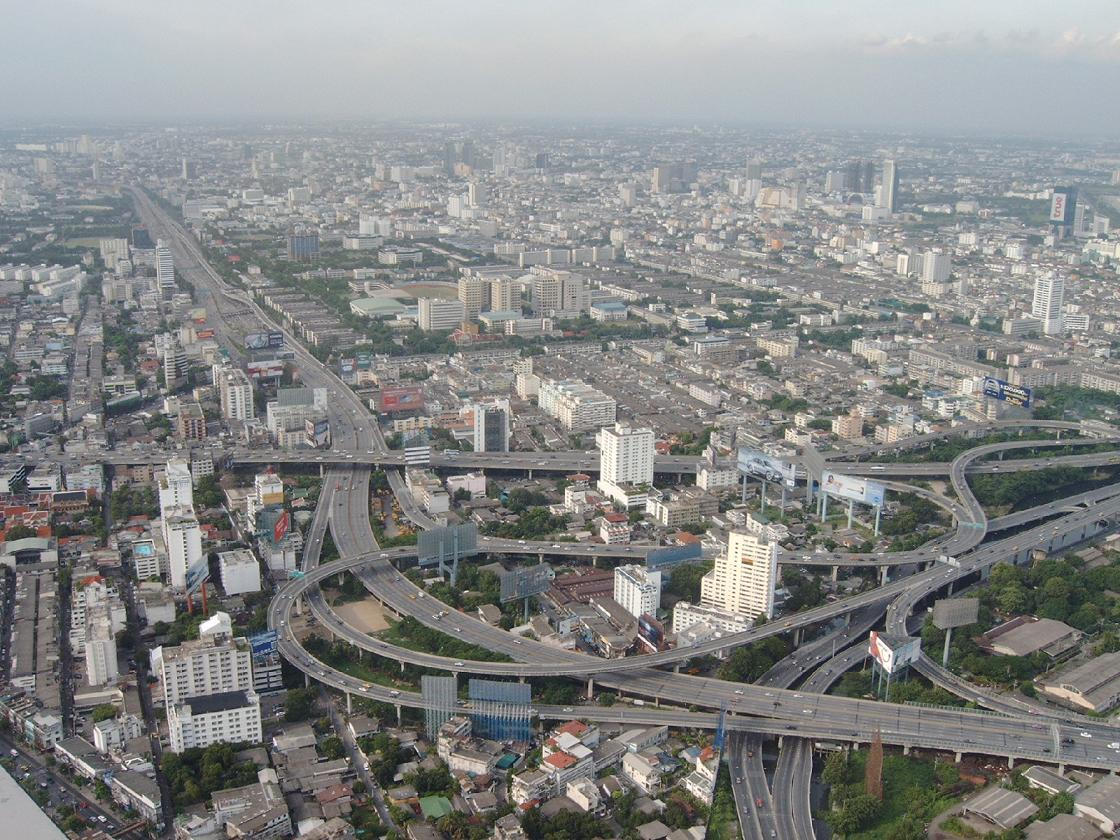
Bangkok autópályái a Baiyoke toronyházból nézve

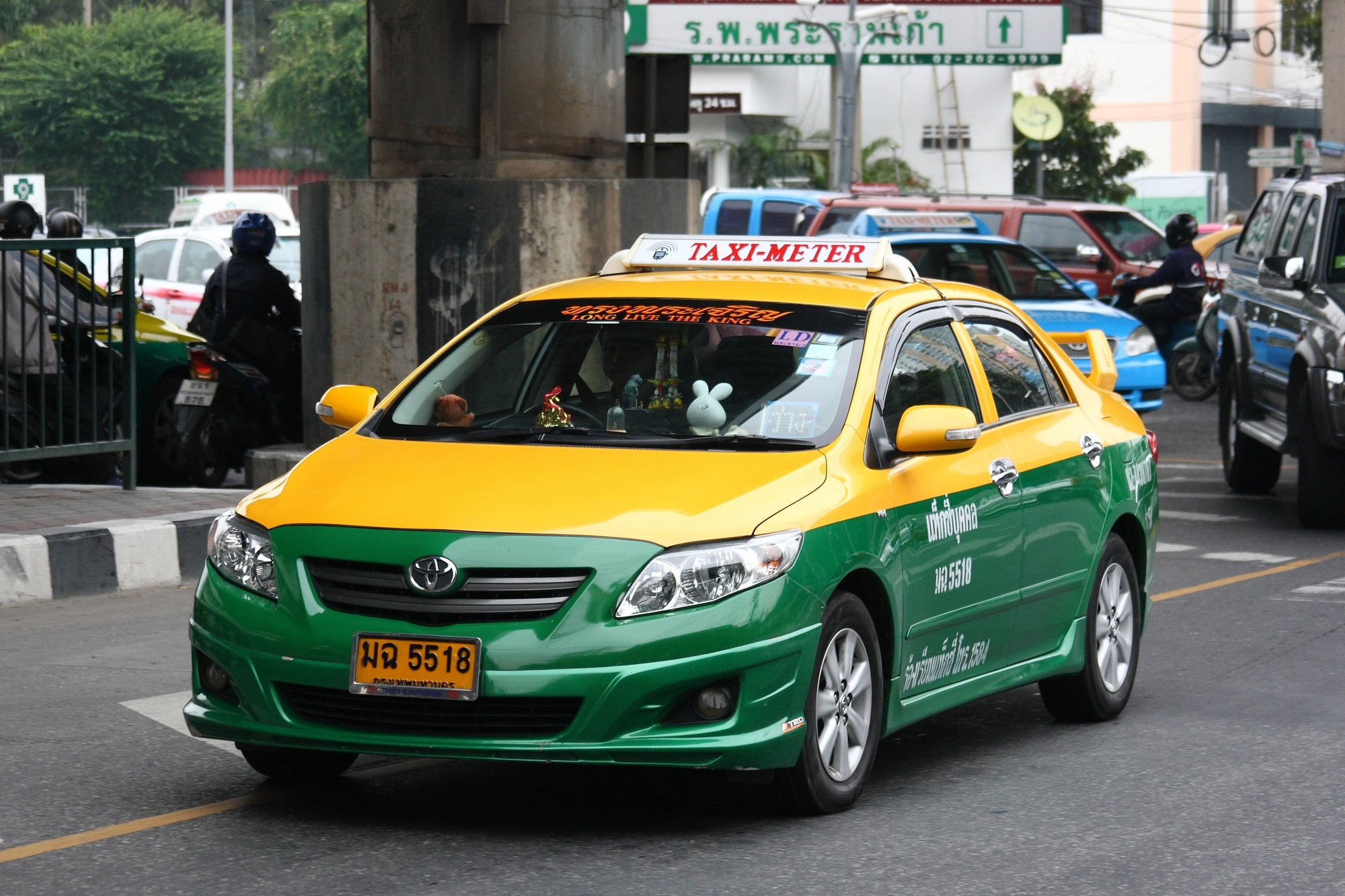
Taxi Bangkokban

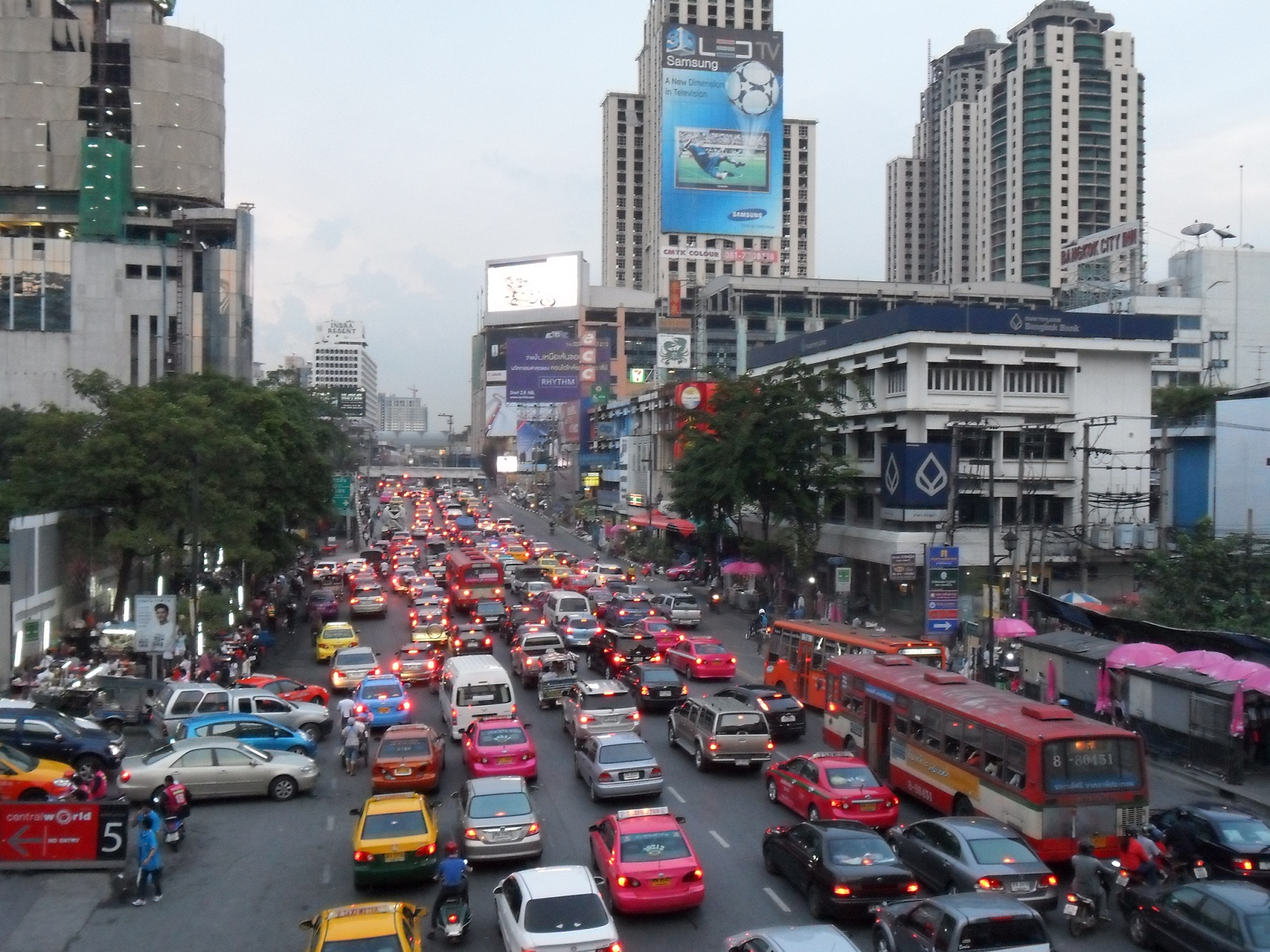
A városban jellemzőek a közlekedési dugók

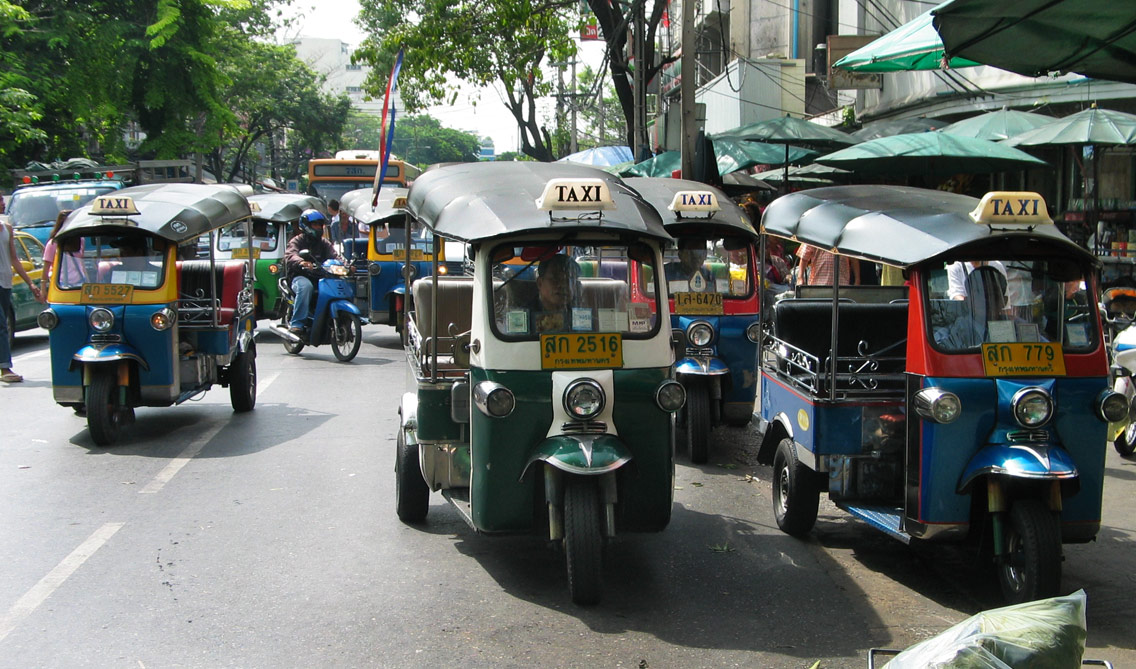
Tuktuk

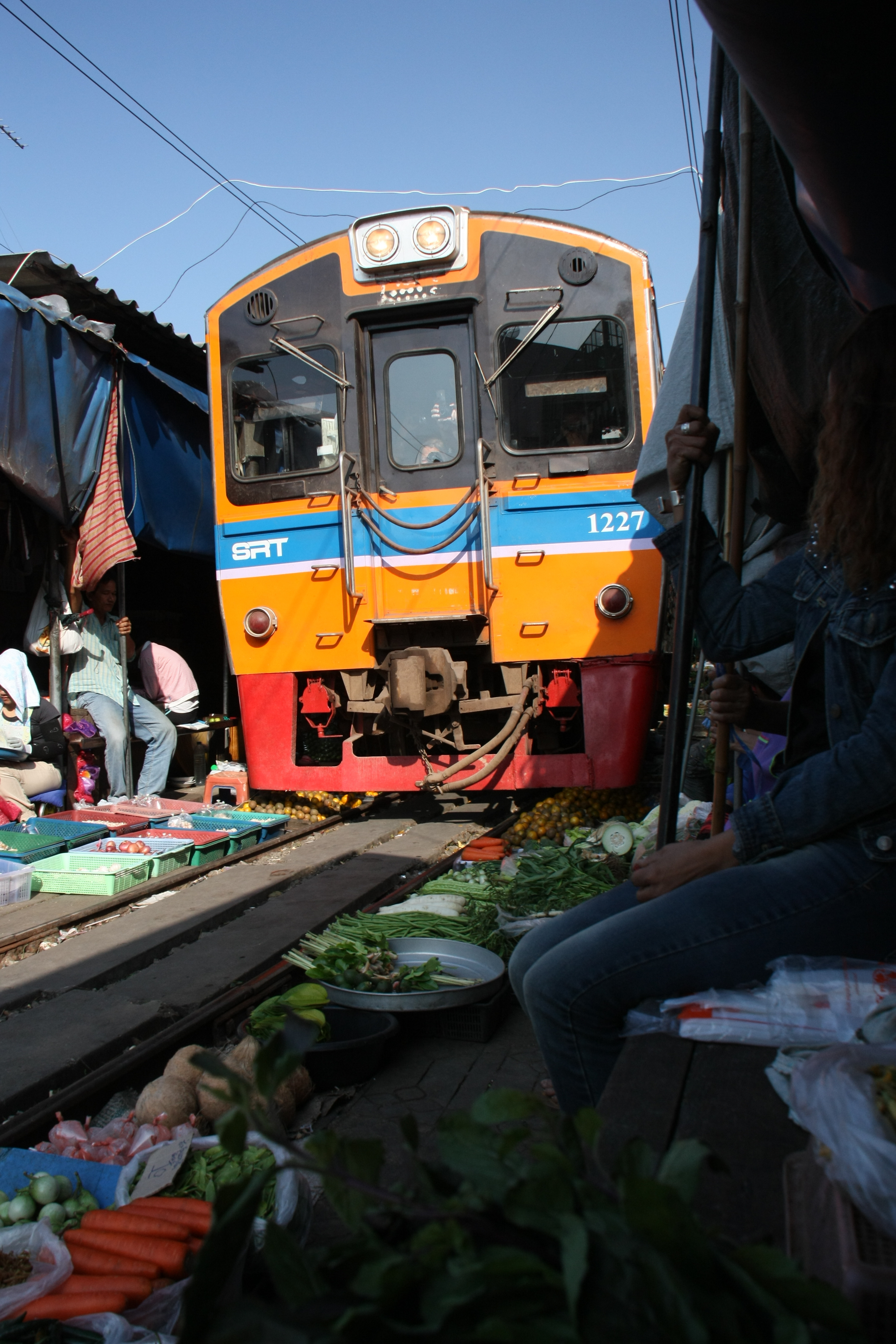
Maeklong vasút

Bangkok nemzetközi repülőtere a Szuvarnabhumi, amely 30 km-re keletre fekszik a várostól. Ez a repülőtér 2006. szeptember 28-án vette át a nemzetközi, 2009. március 28-án pedig a helyi légiforgalmat az 1914 óta (sic!) üzemelő Don Müang repülőtértől. Utóbbi reptér azóta főleg belföldi és nemzetközi ún. fapados járatokat üzemeltet.

### Vasút
A 19. század végén kezdték el az angolok megépíteni a Bangkok–Ajutthaja–Khorat vasútvonalat.
A déli vonal 1893. április 11-én nyílt meg. A vasútjáratok Bangkok főpályaudvarán, a Hua Lamphongban futnak össze.

### Magasvasút
Hivatalosan Bangkok Mass Transit System, elterjedtebb nevén BTS Skytrain néven üzemel 1999. december 5. óta a magasvasút-hálózat, a föld fölött 2-3 emeletnyi magasságban. Két vonala a Sukhumvit és a Silom, melyeken 25 állomás található összesen 55 km hosszúságban, Siam átszállóhellyel. A Sukhumvit-vonal az északi Mo Chit végállomástól a délkeleti On Nut végállomásig halad. A Silom-vonal ugyanakkor a városközpontbeli National Stadiumot köti össze félkörívben (a Csaophraja folyót átszelve) a délnyugatra fekvő Wongwian Yai állomással (és épül tovább: legújabb állomásait 2009 májusában adták át). Három állomáson (Sala Daeng, Asok és Mo Chit) van lehetőség átszállásra a metróvonalra.

### Metró
A bangkoki metró, Mass Rapid Transit, röviden MRT 2004. július 3. óta üzemel, két végállomása az északi Bang Sue és a déli Hua Lamphong. 18 megállója van, és 21 km-es távon halad keresztül. A metróról jelenleg három állomáson lehet átszállni a magasvasútra: ezeknek neve a metrón Si Lom (Sala Daeng állomáshoz), Sukhumvit (Asok állomáshoz) és Chatuchak Park (Mo Chit állomáshoz).

### Repülőtéri gyorsvasút
2010. június 1-jén korlátozottan, majd augusztus 23-án teljes üzemben is megnyílt a Suvarnabhumi Airport Rail Link, röviden SARL: a repülőteret a belvárossal összekötő, 28,6 km-es útvonalon közlekedő gyorsvasút. Phaya Thai végállomással, átszállási lehetőséggel a magasvasútra. Két járata az Express Line, amely 15 perc alatt viszi el utasait a Makkasan városi légi termináltól a repülőtérig (a városi állomása Phetchaburi metróállomástól érhető el, és 30 perces időközönként jár), valamint a City Line, amely a magasvasút Phaya Thai állomásától indulva, az említett metróállomáson áthaladva jut el a repülőtérre, összesen 8 megállóval, 27 perc alatt, 15 percenkénti indulással.

### Buszközlekedés
A városban három buszpályaudvar van. A számos meglévő buszjárat mellett 2010. május 29-én nyílt meg BRT (Bus Rapit Transit) néven egy gyorsbuszjárat 12 megállóval Bangkok déli részén.

### Hajó- és kompjáratok
A Csaophraja folyót számos kompjárat szeli át, az 1971 óta közlekedő expresszhajó pedig 30 megállóban áll meg a folyó mentén.

### Közút
A városban az óriási forgalom miatt gyakoriak a közlekedési dugók. 1992-ben egy monszuneső után kialakult közlekedési dugó csak 11 órával később oldódott fel.
A Thaiföld más városaiban megszokott songthaew (kisteherautóból kialakított, kb. tízszemélyes iránytaxi) szerepét Bangkokban a taxik, motorok és tuktukok töltik be, amelyek az (Európához képest) igen alacsony áruk miatt rendkívül elterjedtek. Ezek a járművek állandóan köröznek a város szinte minden részén, és egyik tetszőleges pontból a másikba viszik az utasokat. A tuktuk három személy elhelyezésére alkalmas, motoros tricikli (lényegében motoros meghajtású riksa). Emellett a minibusz is használatos a helyközi járatok mellett (pl. Ajutthaja és Bangkok között).

## Testvérvárosai
| - Washington, Egyesült Államok, 1962 - Peking, Kína, 1993 - Moszkva, Oroszország, 1997 - Manila, Fülöp-szigetek, 1997 - Szentpétervár, Oroszország, 1997 - Asztana, Kazahsztán, 2004 - Chaozhou, Kína, 2005 - Szöul, Dél-Korea, 2006 - New York, Egyesült Államok, 2006 - Berlin, Németország, 2006 | - Fukuoka, Japán, 2006 - Ankara, Törökország, 2006 - Hanoi, Vietnám, 2006 - Ulánbátor, Mongólia, 2006 - Buenos Aires, Argentína, 2006 - Brisbane, Ausztrália, 2007 - Milán, Olaszország, 2007 - Liverpool, Egyesült Királyság, 2007 - Tokió, Japán, 2007 - Fokváros, Dél-Afrika, 2007 | - Budapest, Magyarország, 2007 - Sydney, Ausztrália, 2007 - Perth, Ausztrália, 2007 - Stjørdal, Norvégia, 2009 - Isztambul, Törökország, 2009 - Ragunda, Svédország 2009 - Vientián, Laosz - Rijád, Szaúd-Arábia, 2010 - Madrid, Spanyolország, 2010 |

### Oktatás
- Mahidol University hivatalos oldala (angol, thai)
- MUIC hivatalos oldala (angol, thai)
- Thaiföld egyetemei (angol)